# Koigab
Der Koigab ist einer der zwölf ephemeren Trockenflüsse im Westen Namibias. Der Koigab liegt zwischen Huab und Uniab und ist 130 km lang. Sein Name bedeutet „Salziger Busch“ und bezieht sich auf die oft dichten Bestände von Salsola im Flussbett.

## Hydrologie
Das Einzugsgebiet des Koigab umfasst 2321 km² und reicht von der Mündung im Atlantik östlich bis Bergsig am Fuß des Grootberg. Der höchste Punkt des Einzugsgebiets liegt auf 1570 m. Das Einzugsgebiet ist bergig und sehr arid, der Niederschlag ist sehr sporadisch und bleibt im ganzen Einzugsbereich unter 100 mm/a. Im Mittellauf befinden sich einige Quellen, darunter auch relativ bedeutende wie Springbokwater.

## Vegetation und Fauna
Das Einzugsgebiet des Koigab verteilt sich gleichmäßig auf Mopane-Savanne und nördliche Namib. Im Gegensatz zu den größeren Revieren gibt es praktisch keine Galeriewälder, allerdings bietet der relativ hohe Grundwasserstand und die Quellen neben dem typischen Mopanebusch auch Raum für eine dichtere Buschvegetation, die überwiegend aus Euclea, Tamariske (Tamarix), Salvadora und Salsola besteht. Trotz seiner geringen Größe und der relativ geringen Galerievegetation ist der Koigab ebenfalls essentiell für das Schwarze Nashorn und anderes Wild. Im dichten Strauchwerk finden sich Oryx und Springböcke.

## Nutzung und Besiedlung
80 % des Einzugsgebiets des Koigab liegen in Communal Land, während die übrigen 20 % im Bereich des Skeleton Coast Parks liegen. Die Einwohnerzahl liegt unter 100 und konzentriert sich um die Ansiedlung Bergsig, wo ausschließlich Viehwirtschaft betrieben wird. Touristisch ist der Koigab im Vergleich zu Uniab, Hoanib und Hoarusib nur wenig interessant.